# Académie Antoine-Manseau
 (janvier 2022).
L’Académie Antoine-Manseau, relève du Séminaire de Joliette, est une école secondaire privée et mixte de la ville de Joliette fondée en 1836 dans la région de Lanaudière au Québec.
L’Académie offre le Programme Plus, unique au Québec, qui met de l’avant l’utilisation de l’iPad, l’anglais enrichi et intensif, l’apprentissage de l’espagnol et les voyages. Elle offre quatre concentrations : Comédie musicale, Techno-science, Soccer et Natation.
L'Académie est membre de la Fédération des établissements d'enseignement privés du Québec.